# Гонзага-Невер
Гонзàга-Невèр (на френски: Gonzaga-Nevers) е съпътстваща династична линия на Гонзага. Тя започва в Кралство Франция с Лудовико Гонзага, третият син на Федерико II Гонзага, който, след като се жени за Хенриета дьо Клев, наследница на Херцогство Невер и Ретел през 1565 г., става херцог на Графство Невер и на Ретел, и продължава с Карло I Гонзага, син на предишните благородници.

## История

### Произход
Лудовико Гонзага е роден в Мантуа през 1539 г. и като трети син на управляващия херцог Федерико II Гонзага има малък шанс да наследи херцогския трон. Така че на 10-годишна възраст е изпратен в Париж като наследник на имението на баба си Анна д'Алансон, вдовица на маркиз Вилхелм IX от Монферат, и като поданик на френския крал Анри II се присъединява към френската армия.
На 4 март 1565 г., натурализиран французин, той променя името си на Луи и се жени за Хенриета дьо Клев, наследница на херцогствата Невер и Ретел – титли, които започва да използва оттогава нататък. Потомците на тази двойка са определени като Клон „Гонзага-Невер“ на Дом Гонзага.
Клонът изчезва със смъртта без законни наследници на Фердинанд Шарл Гонзага-Невер през 1708 г. и Херцогство Мантуа е присъединено към Миланското херцогство. Баща му Шарл II Гонзага-Невер вече е продал Херцогство Невер и Ретел на кардинал Мазарини.

### Херцози на Мантуа
Най-големият син на Луи и Хенриета, Карло I Гонзага, използва френските титли „титулярен херцог на Невер“, „херцог на Ретел“, „херцог на Майен“ и „княз на Арш“. След смъртта през 1627 г. на неговия братовчед Винченцо II Гонзага – последният потомък на пряката линия на Гонзага, Карло, след Войната за Мантуанското наследство, поема правото на наследяване на Херцогство Мантуа. 
През 1627 г. клонът на Гондзага от Мантуа изчезва и херцогската титла преминава към клона Гонзага-Невер.
| управление  | изображение | име                        | раждане и смърт  |
| ----------- | ----------- | -------------------------- | ---------------- |
| 1627 – 1637 |             | Карло I                    | (* 1580, † 1637) |
| 1637 – 1665 |             | Карло II                   | (* 1629, † 1665) |
| 1665 – 1707 |             | Фердинандо Карло/Карло III | (* 1652, † 1708) |

## Херцози на Невер
Графство Невер е средновековно бургундско феодално образование, съществувало от IX век до 1789 г. със столица град Невер. През 1539 г. е издигнато в херцогство. Управлявано е от Гонзага-Невер от 1565 до 1659 г., когато е продадено на кардинал Мазарини.
| управление  | изображение | име      | раждане и смърт  |
| 1565 – 1595 |             | Луи IV   | (* 1539, † 1595) |
| 1595 – 1637 |             | Шарл III | (* 1580, † 1637) |
| 1637 – 1659 |             | Шарл IV  | (* 1629, † 1665) |

## Херцози на Ретел
Графство Ретел е историческа територия от X век до 1789 г. в Северен Шампан в регион Шампан-Ардени в Североизточна Франция. През 1581 г. крал Анри III издига графството на Карло I Гондзага в херцогство. Управлявано е от Гонзага-Невер от 1581 до 1659 г., когато е продадено на кардинал Мазарини
| управление  | изображение | име                                                          | раждане и смърт  |
| ----------- | ----------- | ------------------------------------------------------------ | ---------------- |
| 1581 – 1595 |             | Луи IV                                                       | (* 1539, † 1595) |
| 1595 – 1637 |             | Шарл III с Франсоа III (1619 – 1622) и Шарл IV (1622 – 1631) | (* 1580, † 1637) |
| 1637 – 1659 |             | Шарл V                                                       | (* 1629, † 1665) |

## Князе на Арш
Княжество Арш се ражда през 1608 г. в днешна Северна Франция по волята на Карло I Гонзага-Невер, херцог на Невер и на Ретел, след създаването на град Шарлевил от нулата. През 1708 г. е дадено на принцеса Анна-Хенриета фон Пфалц-Зимерн.
| управление  | изображение | име                | раждане и смърт  |
| ----------- | ----------- | ------------------ | ---------------- |
| 1608 – 1637 |             | Шарл I             | (* 1580, † 1637) |
| 1637 – 1665 |             | Шарл II            | (* 1629, † 1665) |
| 1665 – 1708 |             | Шарл III Фердинанд | (* 1652, † 1708) |

## Херцози на Майен
Баронство Майен, което по-късно става Маркграфство Майен, а след това Херцогство Майен, е създадено сравнително късно. Шарл IX издига маркграфството в херцогство-перство с указ от септември 1573 г., регистриран на 24-ти същия месец и признат от Анри IV на 8 май 1597 г.
| управление  | изображение | име       | раждане и смърт  |
| ----------- | ----------- | --------- | ---------------- |
| 1621 – 1631 |             | Шарл III  | (* 1629, † 1665) |
| 1631 – 1632 |             | Фердинанд | (* 1610, † 1632) |
| 1632 – 1654 |             | Шарл IV   | (* 1629, † 1665) |

## Херцози на Егийон
Титлата „херцог на Егийон“ е учредена през 1599 г. от баронствата Егийон, Монпеза, Сен Ливрад, Мадаян и Алмайрак, и от принадлежащи и зависими територии.
| управление  | изображение | име       | раждане и смърт  |
| ----------- | ----------- | --------- | ---------------- |
| 1621 - 1631 |             | Шарл IV   | (* 1622 † 1631)  |
| 1631 - 1632 |             | Фердинанд | (* 1610, † 1632) |